# Actinodaphne lawsonii
Actinodaphne lawsonii är en lagerväxtart som beskrevs av James Sykes Gamble. Actinodaphne lawsonii ingår i släktet Actinodaphne och familjen lagerväxter. Inga underarter finns listade i Catalogue of Life.